# Saint-Éloy-la-Glacière
Saint-Éloy-la-Glacière ist eine französische Gemeinde mit 63 Einwohnern (Stand: 1. Januar 2022) im Département Puy-de-Dôme in der Region Auvergne-Rhône-Alpes (vor 2016: Auvergne). Sie gehört zum Arrondissement Ambert und zum Kanton Les Monts du Livradois (bis 2015: Kanton Saint-Amant-Roche-Savine).

## Geographie
Saint-Éloy-la-Glacière liegt etwa 43 Kilometer ostsüdöstlich von Clermont-Ferrand im Regionalen Naturpark Livradois-Forez. Nachbargemeinden von Saint-Éloy-la-Glacière sind Auzelles im Norden und Nordwesten, Saint-Amant-Roche-Savine im Osten und Nordosten, Fournols im Süden sowie Échandelys im Westen und Südwesten.

## Bevölkerungsentwicklung
| Jahr                       | 1962 | 1968 | 1975 | 1982 | 1990 | 1999 | 2006 | 2013 |
| Einwohner                  | 113  | 86   | 82   | 58   | 54   | 59   | 63   | 61   |
| Quellen: Cassini und INSEE |      |      |      |      |      |      |      |      |

## Sehenswürdigkeiten
- Kirche aus dem 13. Jahrhundert, Umbauten bis in das 15. Jahrhundert, seit 1994 Monument historique